# Micro compact home

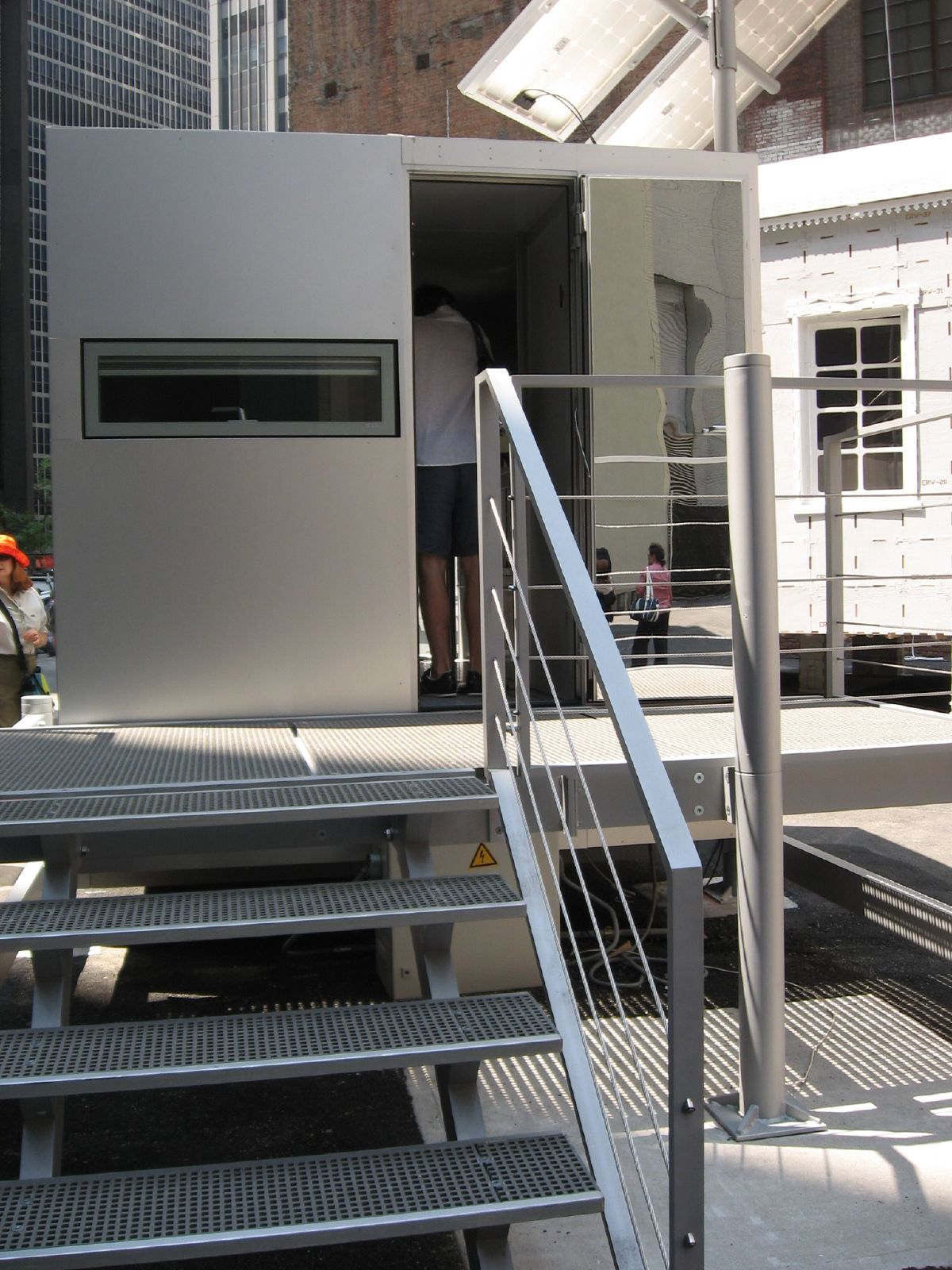
micro compact home (Ausstellung).

Das micro compact home, kurz m-ch, früherer Projektname i-home, ist eine Studie zum individuellen Wohnen auf engstem Raum, die an der Architekturschule München unter dem Architekturprofessor Richard Horden entstand. Es erregte breites Aufsehen in den Medien bis hin zur Ausstellung im MoMA, New York.

## Vorgaben
Das Projekt entstand vor dem Hintergrund der Knappheit an Studentenzimmern in München. Die Vorgabe war, vier als wesentlich betrachtete Funktionen des Wohnens auf engstem Raum für eine einzelne Person zu ermöglichen. Um den einfachen Transport zu gewährleisten (etwa im Hinblick auf Serienfertigung und Nachnutzung an anderer Stelle), sollte die Einheit einzeln beförderbar und nicht breiter als 2,55 m sein, der Höchstbreite im gewöhnlichen Straßenverkehr.
Die vier Grundfunktionen sind:
1. Schlafen
2. Kochen
3. Sanitäranlagen
4. Arbeiten (Lernen)

## Umsetzung

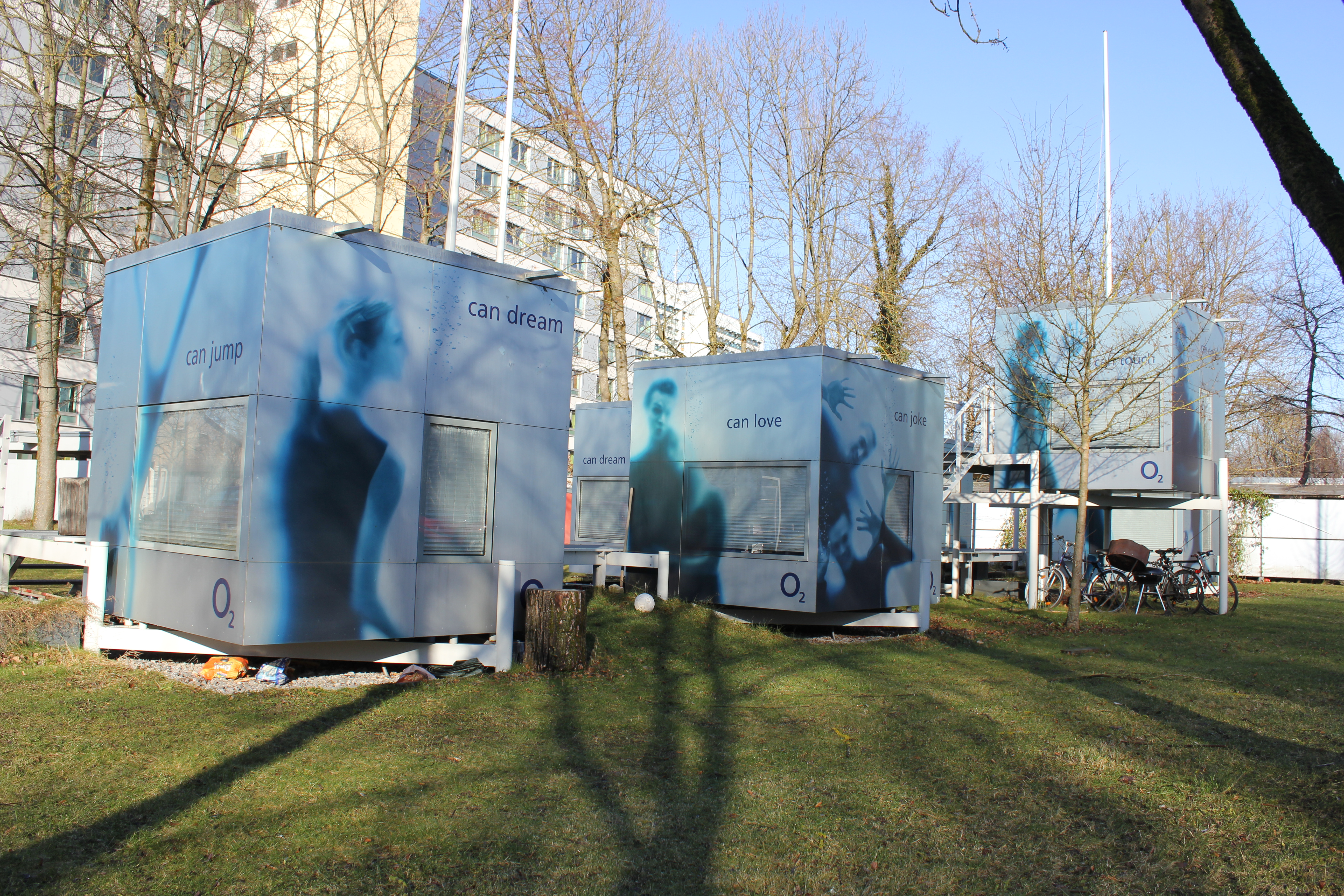
Wohnwürfel in der Studentenstadt Freimann

Die Entwicklung des 'micro compact home' begann 2001, das Gesamtkonzept wurde 2002 fertiggestellt. Die erste Kleinserie aus 7 Einheiten wurde vom Verein Studentenwerk München beauftragt. Dieses erste 'village' (englisch Dorf) 2005 wurde unter der Leitung des Architekturbüros Haack und Höpfner fertiggestellt.
Jeder Würfel hat eine Kantenlänge von 2,55 m. Um der Beengtheit zu begegnen, wurden große, öffenbare Fenster geplant. Um den Platz effizient zu nützen, wurde neben bewährten Methoden wie einem klappbaren Bett auch radikale Lösungen gewählt, etwa die Verwendung der Nasszelle als Windfang. Es wurden sieben Würfel im Rahmen einer Vorserie hergestellt und ab 2005 in der Studentenstadt Freimann getestet. Diese Prototypen kosteten in der Herstellung je 100.000 €. Das Projekt erhielt vom Bund Deutscher Architekten den BDA-Preis Bayern 2006 in der Kategorie Wohnungsbau zuerkannt. Die Jury urteilte: 

„Das Microcompacthome ist ein charmantes Equipment mit intelligenter Logistik. Die Microteilchen des Wohnfeldes greifen synchron ineinander und weisen trotz der Kleinheit eine gewisse Geräumigkeit auf. Die einzelnen Boxen wirken weder provisorisch noch überinstrumentiert und vermitteln eine unerwartete Praxistauglichkeit.“

Inzwischen wird das m-ch von einem Betrieb in Uttendorf zu Stückpreisen zwischen 25.000 und 35.000 € angeboten. Diese haben jedoch nicht mehr eine Kantenlänge von 2,55 m, sondern 2,66 m und können somit nicht mehr ohne Weiteres auf deutschen Straßen transportiert werden. Nachfolgeprojekte befassen sich mit der Anordnung der Würfel, etwa beim Tree Village durch anbringen der Würfel auf einem 15 m hohen Stahlskelett, das sich in Umgebungen mit hohem Baumbestand fügen soll.

## Technische Daten
Das m-ch besteht aus einer Balkenkonstruktion mit einer Fassade aus anodisiertem Aluminium und Polyurethanisolierung. Die Fenster verfügen über Aluminiumrahmen und doppelt verglaste Scheiben, die Tür ist mit einem Sicherheitsschloss versehen. Zu Sponsoring-Zwecken, für Ausstellungen und zur Firmennutzung können Graphiken auf der Außenseite angebracht werden.
Die Maße des m-ch betragen 266 cm × 266 cm × 266 cm, die Deckenhöhe ist 198 cm, die Türbreite beträgt 60 cm.
Die Innenausstattung besteht unter anderem aus
- zwei kompakten Doppelbetten (198 cm × 107 cm),
- einem Schiebetisch (105 cm × 65 cm), an dem bis zu fünf Personen Platz finden können,
- einer Dusch- und Toilettenkabine,
- einer Küchenzeile mit zwei Kochfeldern, einer Mikrowelle, einer Kühl-Gefrier-Kombination, einem Spülbecken sowie Arbeitsflächen auf zwei Ebenen.

Es sind nicht alle Einrichtungsgegenstände gleichzeitig nutzbar.

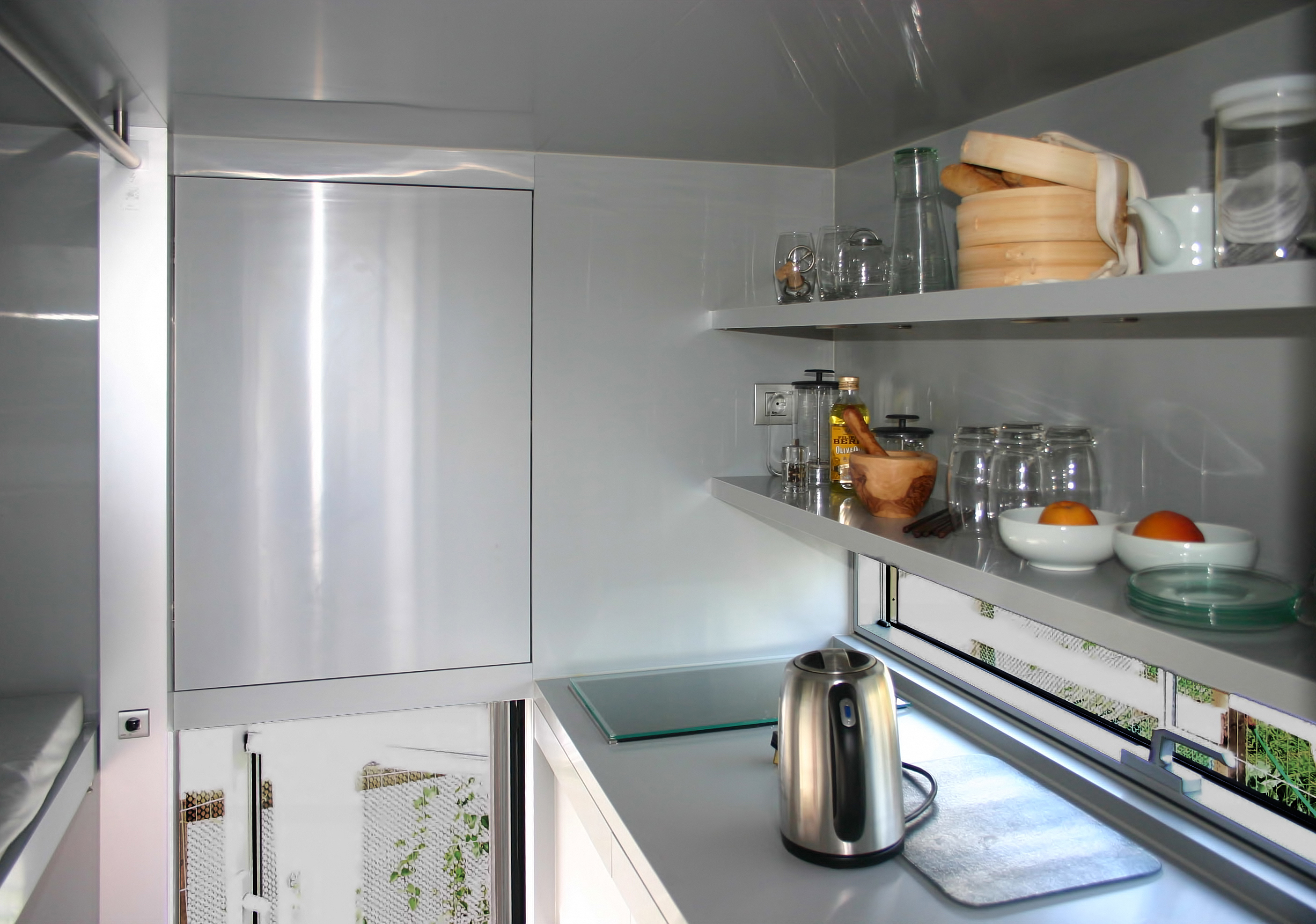
Küchenzeile
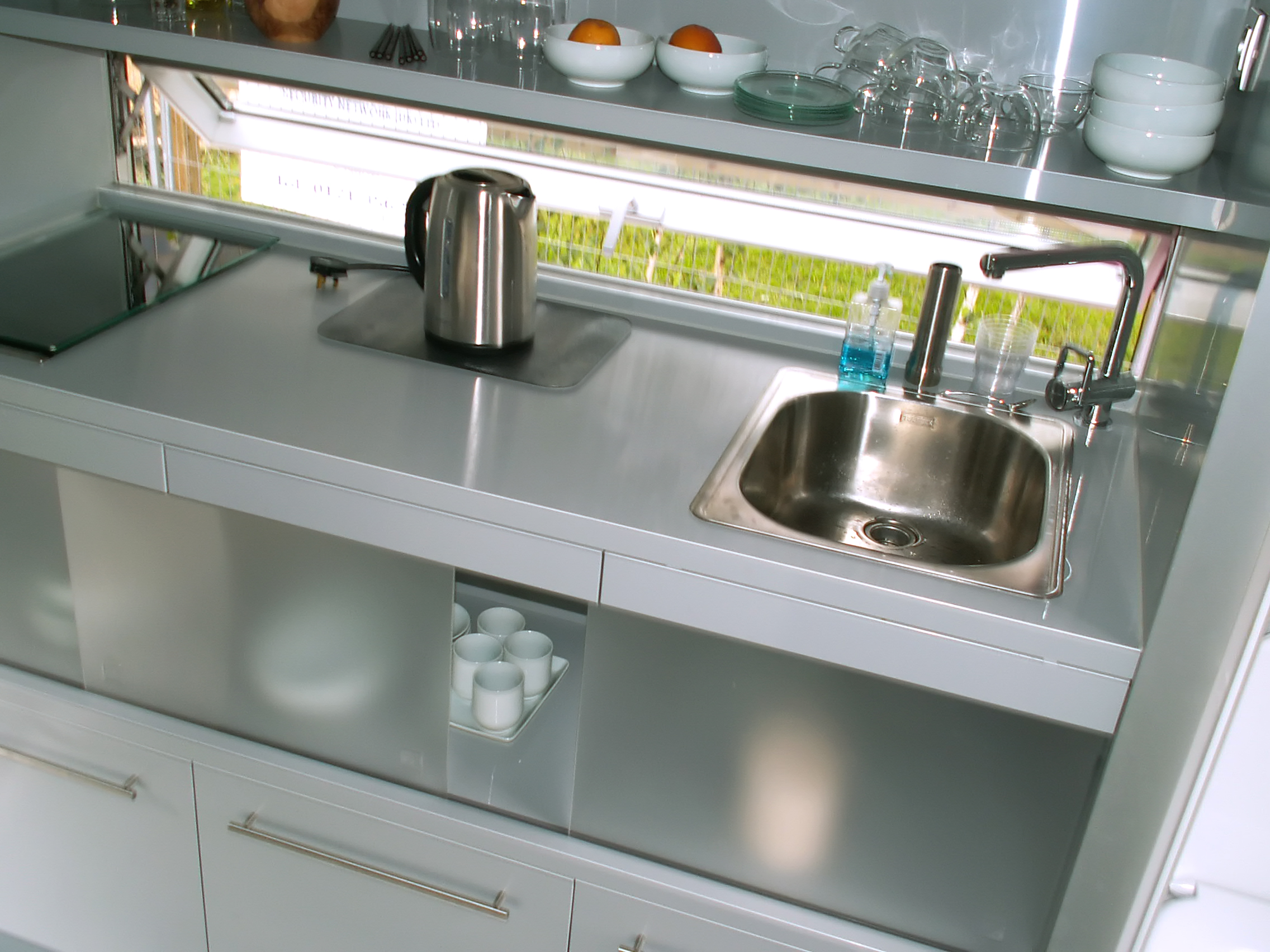
Spüle
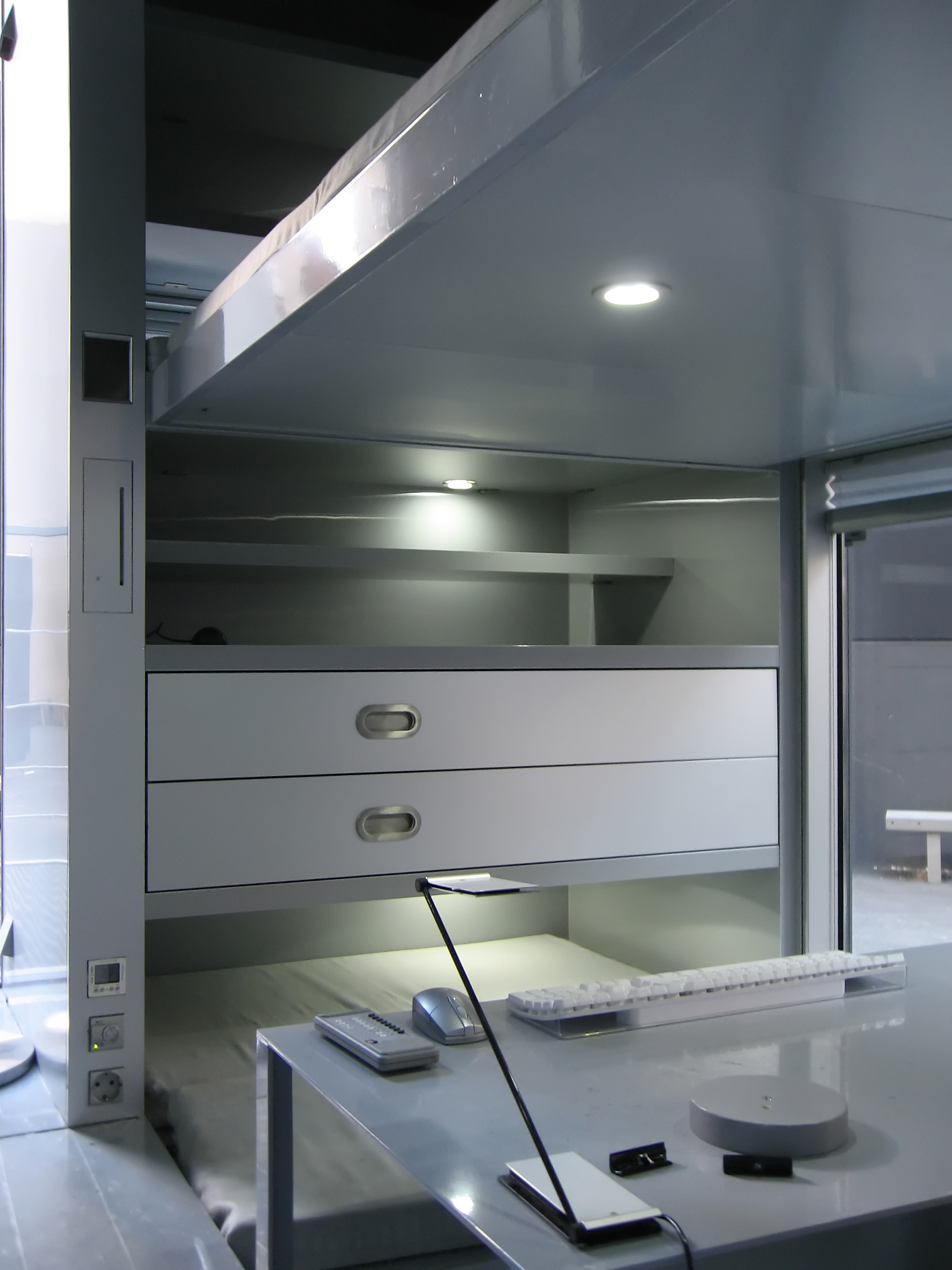
Schreibtisch und Schlafbereich